# Bretanja (francuska regija)
Bretanja (fra. Bretagne; bre. Breizh; gal. Bertaèyn), je regija koja se nalazi na sjeverozapadu Francuske. Regija se nalazi na 80% teritorija bivše povijesne provincije Bretanje. 

## Administracija
Na rezultatima lokalnih izbora, održanih 2004. pobijedila je lijeva koalicija PS - PCF - PRG - Les Verts - UDB, koja je osvojila 58 mjesta u regionalnom vijeću. Ostalih 25 mjesta je dobila koalicija UMP - UDF.
Raspored zastupnika po departmanima je sljedeći:
- 18 zastupnika za Côtes-d'Armor
- 18 zastupnika za Morbihan
- 23 zastupnika za Ille-et-Vilaine
- 24 zastupnika za Finistère

## Zemljopis
Bretanja je poluotok koji se nalazi na zapadu europskog kontinenta. Njezin položaj bitno utječe i na klimu u ovoj regiji. Regija ima 2.800 km obale i svi njezini departmani imaju izlaz na more. U regiji postoje dva planinska masiva: Monts d'Arrée i Montagnes Noires.
Popis najvažnijih bretonskih otoka (Île bretonne), od Zaljeva Morbihan (Golfe du Morbihan) (naziv na francuskom, naziv na bretonskom) :
- Otočje i otok Bréhat (Enezeg hag Enez Vrihad)
- Otočje Sept-Îles (ar Jentilez)
- Île de Batz (Enez Vaz)
- Ouessant (Enez Euza)
- Molène (Molenez)
- Île de Sein (Enez Sun)
- Archipel de Glénan (Enezeg Glenan)
- Groix
- Belle-Île-en-Mer
- Houat
- Hoëdic
- Île Dumet

Glavni otoci u Zaljevu Morbihan :
- Île aux Moines
- Île d'Arz
- Île de Berder
- Île de Gavrinis

### Klima
U regiji vlada klima karakteristična za oceanska područja, premda poprilično umjerena, sa značajnim razlikama između ljeta i zime. Sjeverozapadni vjetar (noroît na francuskom, gwalarn na bretonskom) dominira sjeverom. Kiše u regiji su česte i kratke. 

## Gospodarstvo
Gospodarstvo u regiji je okrenuto prema poljoprivredi i poljoprivrednoj industriji. Turizam je izražen na obali, a tehnološka industrija u Rennesu i Lannionu. Aeronautička i brodogradilišna industrija se nalaze u mjestima Nantes i Saint-Nazaire. Bretanja je povijesno jaka ribolovna regija, gdje se izlovljava oko 50% ukupnog broja izlovljenih riba u Francuskoj.

## Stanovništvo
Kao što se vidi na karti, mlađe stanovništvo je koncentrirano u gradskim središtima : Brest, Vannes, Lorient, Quimper, predgrađa gradova Rennes, Saint-Malo i Saint-Brieuc. Središnji dio regije je poprilično pust.

### Jezik
Bretonski je keltski jezik, sličan velškom i koristi se većinom u zapadnom dijelu regije. Iako je praktički nestao iz svakodnevne upotrebe, još se uvijek uči u školama i njeguje ga veliki broj stanovništva kao povijesnu karakteristiku regije. Jezik gallo je također u procesu oživljavanja.

## Prijevoz
U regiji postoji nekoliko zračnih luka koje povezuju Francusku i Englesku. TGV vlakovi povezuju regiju s drugim regijama u Francuskoj i važnim gradovima. Također je vrlo bitan i trajektni prijevoz koji prijevozi putnike, robu i vozila s i u Irsku, Englesku i Kanalske otoke.

## Vanjske poveznice
- Lec'hienn kuzul rannvroel - Site du conseil régional - Stranica regionalnog vijeća
- Važnije internet stranice Bretanje  Arhivirana inačica izvorne stranice od 24. ožujka 2005. (Wayback Machine)
- Agence Bretagne Presse - Bretanjska novinska agencija
- Breizhoo.fr
- Informacije o Bretanji

|  | Portal Francuske – Pristup člancima s tematikom o Francuskoj. |